# Cleora forficulata
Cleora forficulata är en fjärilsart som beskrevs av Fletcher 1953. Cleora forficulata ingår i släktet Cleora och familjen mätare. Inga underarter finns listade i Catalogue of Life.